# Прядченко
Пря́дченко — українське прізвище.

## Поширеність прізвища в Україні
15 863-е за поширеністю прізвище в Україні — загалом налічує 309 носіїв. Найчастіше зустрічається на Запорожжі. Найбільше із них проживають у таких населених пунктах:
- Лисичанськ — 31;
- Горлівка — 18;
- Київ — 13.

## Відомі носії
- Прядченко Григорій Кононович (1895—1937) — український радянський державний та партійний діяч.
- Прядченко Микола Данилович (1951—2014) — український балетмейстер і педагог. Народний артист УРСР (1982).